# Craigavon Cowboys 2023
Questa voce raccoglie le informazioni riguardanti i Craigavon Cowboys nelle competizioni ufficiali della stagione 2023.

## AFI Premier Division 2023

### Stagione regolare
| Portadown 26 marzo 2023 4ª giornata | Craigavon Cowboys | 0 – 38 referto | Westmeath Minotaurs | Peoples Park |

| Portadown 2 aprile 2023 5ª giornata | Craigavon Cowboys | 0 – 7 referto | Belfast Trojans | Peoples Park |

| Kilternan 16 aprile 2023 6ª giornata | Dublin Rebels | 64 – 6 referto | Craigavon Cowboys | De la Salle Palmerstown RFC |

| Portadown 30 aprile 2023 8ª giornata | Craigavon Cowboys | 0 – 46 referto | University College Dublin | Peoples Park |

| Cork 7 maggio 2023 9ª giornata | Cork Admirals | 28 – 6 referto | Craigavon Cowboys | Presentation Brothers College Sports Grounds |

| Lucan 21 maggio 2023 11ª giornata | South Dublin Panthers | 33 – 0 referto | Craigavon Cowboys | Westmanstown Sports and Conference Centre |

| Belfast 28 maggio 2023 12ª giornata | Belfast Trojans | 26 – 0 referto | Craigavon Cowboys | Deramore Park |

| Portadown 11 giugno 2023 14ª giornata | Craigavon Cowboys | 6 – 43 referto | Belfast Knights | Peoples Park |

## Statistiche di squadra
| Competizione | %Vittorie | In casa | In casa | In casa | In casa | In casa | In casa | In trasferta | In trasferta | In trasferta | In trasferta | In trasferta | In trasferta | Totale | Totale | Totale | Totale | Totale | Totale |
| Competizione | %Vittorie | G       | V       | N       | P       | Pf      | Ps      | G            | V            | N            | P            | Pf           | Ps           | G      | V      | N      | P      | Pf     | Ps     |
| ------------ | --------- | ------- | ------- | ------- | ------- | ------- | ------- | ------------ | ------------ | ------------ | ------------ | ------------ | ------------ | ------ | ------ | ------ | ------ | ------ | ------ |
| Campionato   | .000      | 4       | 0       | 0       | 4       | 6       | 134     | 4            | 0            | 0            | 4            | 12           | 151          | 8      | 0      | 0      | 8      | 18     | 285    |
| Totale       | .000      | 4       | 0       | 0       | 4       | 6       | 134     | 4            | 0            | 0            | 4            | 12           | 151          | 10     | 0      | 0      | 8      | 18     | 285    |